# Phasme de Rossi
Bacillus rossius · Phasme étrusque
Espèce
Synonymes
- Bacillus filiformis
- Bacillus rossi
- Bacillus rossii (Rossi, 1788)

Le Phasme de Rossi ou Phasme étrusque (Bacillus rossius) est une espèce d'insectes de l'ordre des phasmoptères, présente dans l'ouest du bassin méditerranéen (Grèce, Albanie, Italie, France, Espagne, et Maghreb). C'est la plus rare des trois espèces de phasmes présentes en France, les autres étant le phasme gaulois et le phasme espagnol.

Il se nourrit de diverses plantes de la garrigue comme la myrthe, la bruyère, les ronces ou le lentisque.

## Sous-espèces
L'espèce compte 8 sous-espèces différenciées par ootaxonomie :
- catalauniae Nascetti & Bullini, 1983. Espagne.
- lobipes Nascetti & Bullini, 1983. Algérie, Kabylie.
- medeae Nascetti & Bullini, 1983. Algérie au Nord-Ouest.
- montalentii Nascetti & Bullini, 1983. Algérie, Kabylie.
- redtenbacheri Nascetti & Bullini, 1983. Sud de l'Italie, Sardaigne, Dalmatie (ex Yougoslavie), Albanie, Grèce.
- rossius (Rossi, 1788). Sud-Est de la France, Corse, Nord de l'Italie, Sardaigne.
- tripolitanus A Nascetti & Bullini, 1983. Tunisie.
- tripolitanus B Nascetti & Bullini, 1983. Algérie Nord-Est.

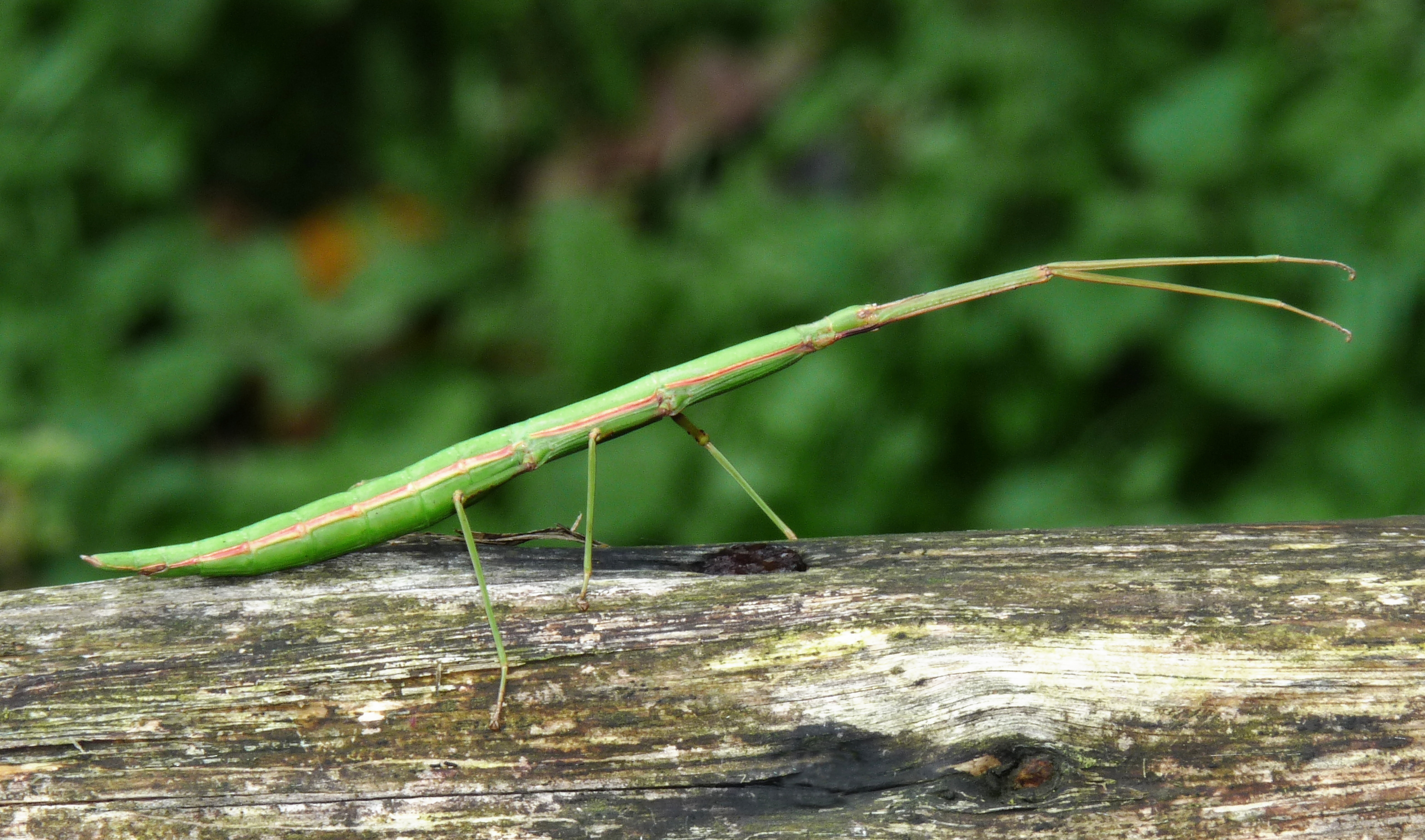
Bacillus rossius